# فاليري س بلاس
فاليري س بلاس هي نحّاتة كندية، ولدت في 1967 في مونتريال في كندا.